# Riu de plata
Riu de plata (originalment en anglès, Silver River) és una pel·lícula estatunidenca dirigida per Raoul Walsh el 1948. S'ha subtitulat al català.

## Argument
Al final de la batalla de Gettysburg (1863), durant la Guerra de Secessió, el capità nordista "Mike" McComb és injustament expulsat de l'exèrcit per haver cremat el carretó que contenia la paga dels soldats, quan un destacament sudista amenaçava d'apoderar-se’n. Va llavors a l'oest on es dedica als negocis, amb l'ajuda de l'advocat John Plato Beck: obre una casa de jocs, un banc, i es fa soci de Stanley Moore i de la seva esposa Georgia, propietaris d'una mina d'argent...

## Repartiment
- Errol Flynn: "Mike" McComb
- Ann Sheridan: Georgia Moore
- Thomas Mitchell: John Plato Beck
- Bruce Bennett: Stanley Moore
- Tom D'Andrea: "Pistol" Porter
- Barton MacLane: "Banjo" Sweeney
- Monte Blue: "Buck" Chevigee
- Jonathan Hale: Major Spencer
- Al Bridge: Slade.
- Arthur Space: Major Ross.